# Union espérantiste russe
L'Union Espérantiste Russe (en espéranto : Rusia Esperantista Unio ; en russe : Российский Союз Эсперантистов) ou REU fut créé en 1991. Après la dislocation de l'Union soviétique, le dixième congrès de l'union espérantiste soviétique le 28 décembre 1991 décida de transformer l'union en Union Espérantiste Russe, ce qui dirigea le mouvement dans de nouvelles conditions économiques, sociales et politiques très difficiles.